# Kavy Ramano
Kavydass, dit Kavy, Ramano est un notaire et homme politique mauricien. Depuis 2010, il est député de la circonscription de Belle Rose et Quatre Bornes. Il est nommé ministre de l'environnement, de la gestion des déchets solides et du changement climatique entre 2020 et 2024 .
Ses premières déclarations publiques sont des incitations à produire et utiliser du compost et une prise de position en faveur de l'économie circulaire.
Il doit gérer à l'été 2020 la marée noire qui suit l'échouement du vraquier japonais Wakashio au large de la Pointe d'Esny.